# Laura Jansen
Laura Jansen (nascida em 4 de março de 1977, Breda, Holanda) é uma cantora e compositora holando-americana.

## Início da Vida
Nascida em Breda, na Holanda, filha de pai holandês e mãe americana, Jansen começou a tocar piano aos cinco anos, enquanto a família viveu em Bruxelas, depois em Zurique e Connecticut. Desde pequena, sempre gostou de música clássica, Queen, Joni Mitchell, Barbra Streisand e músicas de protesto brasileira, o qual sua mãe sempre amou. No colégio, ela cantou em corais e fez performances musicais.
Apaixonada pela política, Jansen trabalhou na ONU em Genebra, e estudou ciência política na faculdade, mas desistiu depois que um amigo, ativista de direitos humanos, foi morto na África.
Ela estudou dois anos em um conservatório de música na Holanda, antes de se transferir para a Berklee College of Music, em Boston, com uma bolsa de estudos. Depois de se formar, ela se mudou para Nashville (Tennessee), para se tornar uma compositora.

## Carreira
Jansen mudou-se para Los Angeles em 2003. Primeira apresentação dela foi para o Hotel Café,– que é casa de Sara Bareilles, John Mayer, Katy Perry e outros cantores.
Em 26 de fevereiro de 2007  ela lançou seu EP “Trauma”
No verão de 2008, Laura tanto como membro da banda de Joshua Radin e como artista de abertura de uma turnê esgotada. Ela fez sua primeira aparição na TV com Radin em "Last Call com Carson Daly" e se apresentou ao lado Radin como os dois únicos artistas musicais no casamento de Ellen DeGeneres.
Logo depois, Ao voltar do Festival de Música SXSW, Laura terminou seu segundo EP “Single Girls”, ,  lançado em 26 de junho de 2009, uma coleção de cinco músicas, íntimas canções pop. Ele estreou em  #25 no iTunes dos Estados Unidos.

### Europa
Após seu retorno, Laura foi convidada para uma série de apresentações na Holanda, no mais importante no programa de televisão "De Wereld Porta Draait".  Em uma semana, ela assinou contrato com a Universal Music Group, onde fez registro total dos direitos do Bells (uma compilação de duas músicas lançadas anteriormente “EP Trauma – 2007” e EP Single Girls – 2009”  individuais, além de Use Somebody) foi lançado em 6 de setembro de 2009.
Em um curto espaço de tempo Laura teve shows lotados e recebeu um certificado de disco de ouro. Seu álbum ficou nas paradas de álbuns holandeses por mais de 60 semanas e alcançou posição # 1 no iTunes. Bells vendeu mais de 50.000 cópias na Holanda e alcançou o status de platina em 2011.
Jansen começou uma tour pela Europa no outono de 2009, com William Fitzsimmons, tanto como um membro de sua banda e como seu artista de apoio. Ela tocou na Alemanha, Áustria, Reino Unido e na República Tcheca.
Laura também apareceu como vocalista - convidado especial, em Amesterdã, com Snow Patrol e com Novastar. Em 2010, ela era uma artista de destaque na vitrine de festivais na Alemanha como Popkomm e Festival de Reeperbahn, bem como o SXSW Music Festival 2010.
Em 2011, Laura continuou a turnê, visitando os Países Baixos, Alemanha, Áustria e Suíça novamente. Jansen também fez tour com o bélga Milow, cantor e compositor, como seu artista de apoio e um membro de sua banda em agosto de 2011, na Alemanha.

### Estados Unidos
Depois de voltar da turnê pela Europa no início de 2011, Jansen volta a fazer tour com Joshua Radin em fevereiro de 2011 tanto como um membro de sua banda e artista de suporte em sua turnê pelos EUA e Canadá.
Seguindo o lançamento do álbum “Bells”, álbum de estreia nos EUA em 22 de março de 2011. Jansen foi para a estrada com sua própria turnê com shows em Nova York, Chicago e Los Angeles e várias performances no SXSW Music Festival 2011, e com um showcase no Showcase Café Hotel.
Em outubro de 2011 Laura Jansen também se apresentou no The Late Late Show com Craig Ferguson com a canção Wicked World.

### China
Em novembro de 2011, Jansen viajou pela China, passando por  Xangai e Pequim.
Quando ela começou um grupo em uma rede social, intitulada “Douban”   (facebook chinês) no início de 2011, Jansen imediatamente disparou para o número #1 nas paradas de sucesso da China e ficou lá por várias semanas. Em um curto espaço de tempo, ela ganhou centenas de milhares de ouvintes através da internet chinesa. Jansen visitou a China em Novembro de 2011, incluindo shows esgotados em Nanjing e Xangai. Em novembro de 2011, Bells foi lançado oficialmente na China.
Em maio de 2012 Jansen foi convidada a voltar para a China para se apresentar no Festival de Morango chinês em Pequim e Xangai.

## Discografia

### Álbuns
Seu álbum de estreia, intitulado “Bells”, uma mistura de piano-driven e alt-pop, foi lançado pela  Universal Music,  na Holanda, em 2009, na Decca Records, nos EUA em março de 2011 e no resto do mundo em Maio de 2011 sobre a Universal Music Group. Bells é disco de platina no país natal da cantora, chegou a posição #1 no iTunes e uma posição #6 na Dutch Álbum Top 100. O álbum de estreia foi impulsionado pela música Single Girls e Use Somebody, cover da banda americana Kings of Leon, que passou mais de 6 meses no Top 25 de singles holandêses.
Seu segundo trabalho, de nome “Elba”, foi lançado em 22 de março de 2013, na Holanda. Em outros países, o lançamento foi no dia 25 de março. Com um single definido, intitulado “Queen of Elba”, foi lançado em 19 de fevereiro, o clipe foi lançado 3 dias depois (22 de fevereiro). O 2º single, Golden, foi lançado dia 21 de maio, junto com seu videoclipe. As gravações de Golden contaram com a direção e design da Menno Fokma Studio e Floris Vos Studio.

### Singles
Jansen já lançou três músicas de seu 1º álbum, Bells, como singles.
Single Girls chegou ao número 70 no Top 100 Holandês. O segundo single foi Use Somebody, originalmente do Kings of Leon. A canção chegou ao número 8 no Top 100  e passou mais de seis meses no Top 25 na parada de singles holandês. O terceiro single do álbum, "Wicked World", que também foi a música-tema da série de comédia "Floor Faber",  chegou ao número 31 no Top 100 Individual Holandês.
Em dezembro de 2012, o single “Same Heart”, com Tom Chaplin, foi liberado. Música exclusivamente voltada para campanha de caridade. Todas as receitas geradas com as vendas de "Same Heart" será totalmente concedida à campanha 3FM Serious Request de 2012.. “Same Heart” e a própria cantora ganhou notoriedade entre os fãs da banda Keane, na qual Tom Chaplin é o vocalista.
Devido ao sucesso de “Same Heart”, ela foi incluida no segundo álbum da cantora, Elba.

## Lista de Discografia

### EPs
| Ano  | Álbum        |
| ---- | ------------ |
| 2007 | Trauma       |
| 2009 | Single Girls |

### Álbuns
| Ano  | Álbum                      |
| ---- | -------------------------- |
| 2009 | Bells (na Holanda)         |
| 2011 | Bells (lançamento mundial) |
| 2013 | Elba                       |
| 2021 | We Saw a Light             |

### Singles
| Ano  | Single                         | Álbum |
| ---- | ------------------------------ | ----- |
| 2009 | Single Girls                   | Bells |
|      | Use Somebody                   | Bells |
| 2010 | Wicked World                   | Bells |
| 2012 | Same Heart (Feat. Tom Chaplin) | --    |
| 2013 | Queen of Elba                  | Elba  |
|      | Golden                         | Elba  |

## Banda
Sua banda é composta por músicos holandeses.
- Jan-Peter Hoekstra (guitarra e BVs)
- Wouter Rentema (bateria, percussão e BVs)
- Jan Teertstra (baixo, BVs)